# 英雄降臨
英雄降臨（えいゆうこうりん）とは1996年に当時、アルファ・オメガ（現AOSテクノロジーズ）が発売したPCゲームソフト。
漫画家佐々木潤子がシナリオ制作やCG制作に携わった。
ストーリー的には、まず性格診断をおこない、織田信長、曹操、ナポレオン、シーザー、リンカーン、ジンギス・ハーン、アレクサンダー大王など、歴代の英雄を“降霊”させる。シナリオは全4章で、世界制覇を目指しながら真の敵を倒し、最終章で生涯の伴侶を見つけることが目的となる。
なお、同年には集英社スーパーファンタジー文庫より小説版である『英雄降臨 The seven heroes ＆ Cinderella』（著者:河西祐子、ISBN 978-4-08-613245-9）が刊行されている。
| スタブアイコン | サブスタブ | この項目は、まだ閲覧者の調べものの参照としては役立たない、コンピュータゲームに関連した書きかけの項目です。この項目を加筆・訂正などしてくださる協力者を求めています（P:コンピュータゲーム/PJ:コンピュータゲーム）。 |